# Patrick Kennedy
Ne doit pas être confondu avec Patrick Kennedy (homonymie) ou Kennedy.
Patrick Kennedy, né à Dunganstown, près de la ville de New Ross, comté de Wexford, en Irlande,, en 1823 et mort à Boston le 22 novembre 1858, est un fermier irlandais qui a émigré aux États-Unis en 1849. Il est le bisaïeul de John Fitzgerald Kennedy (1917-1963), 35e président des États-Unis.

## Biographie
Patrick Kennedy est né au sein d'une famille de fermiers irlandais. Il est le fils du fermier James Kennedy, Sr. (1770-1840) et de Maria Kennedy (1779-1835). Son père James est le fils de John Kennedy (1738-1804) et de Bridget Shallow (1744-1814). 
Son bisaïeul est Thomas Kennedy (1703-1788).
Il naît après John Kennedy II (1804-1864), James Kennedy, Jr. (1816-1881) et Mary Kennedy (1820-1898).
Il connaît les terribles effets de la famine dans les années 1840 et le ravage du phytophthora infestas, qui ruine alors la pomme de terre.
Selon la coutume familiale, l'aîné, John, reprend la ferme familiale. Dès lors, Patrick Kennedy songe à émigrer. Accompagné de la famille Murphy, dont Bridget qu'il épousera, il rejoint Liverpool puis embarque à bord du Washington Irving pour les États-Unis le 17 mars 1849.
Patrick Kennedy et les Murphy arrivent à Boston le 17 avril 1849. Ils fondent la branche américaine de la famille Kennedy.
Le 26 septembre 1849, il épouse Bridget Murphy (1824-1888), fille de Philip Murphy (1771-1850) et de Mary Barron (1776-1868). Le couple a cinq enfants : Mary L. Kennedy (1851-1926), Joanna L. kennedy (1852-1926), John Kennedy III (1854-1855), Margaret M. Kennedy (1855-1929) et Patrick Joseph " P. J." Kennedy  (1858-1929).
Patrick Kennedy s’établit comme tonnelier à Boston, plus exactement comme fabricant de tonnelets de whisky.
Patrick meurt prématurément du choléra le 22 novembre 1858 à l'âge de 35 ans. Son troisième enfant John Kennedy III meurt de la même maladie à l'âge d'un an en 1854.